# Zhou Yaqin
Zhou Yaqin (周雅琴S, Zhōu YǎqínP; Hengyang, 12 novembre 2005) è una ginnasta cinese, specializzata alla trave, dove è stata vice-campionessa olimpica nel 2024 e vice-campionessa mondiale nel 2023.

## Carriera sportiva
Zhou Yaqin inizia a fare ginnastica a Hengyang, la città della Cina meridionale dove è nata, all'età di tre anni. Inizia a gareggiare a livello provinciale nello Hunan, vincendo alcuni tornei.
Ai Campionati nazionali di ginnastica artistica del 2021 arriva 23ª nel turno di qualificazione individuale e sesta con la squadra provinciale dell'Hunan. Poi ai Giochi Nazionali della Cina del 2021 vince la medaglia d'oro alla trave con il punteggio di 14.660. Notata dai selezionatori della nazionale cinese, si trasferisce a Pechino per allenarsi con il resto della squadra. Nel 2022 arriva quarta alla trave ai Campionati nazionali. Nel 2023 partecipa nuovamente ai Campionati nazionali, dove vince la medaglia d'oro al corpo libero.
In seguito si qualifica per partecipare ai Campionati mondiali di ginnastica artistica 2023 tenutisi ad Anversa. In tale occasione contribuisce al quarto posto della squadra cinese, mentre individualmente si qualifica per la finale alla trave e al corpo libero. Nella prima vince la medaglia d'argento, appena 0.100 punti dietro Simone Biles, nella seconda si piazza al settimo posto.
Nel 2024 inizia la stagione vincendo medaglie d'oro sia nella trave che nel corpo libero nella Coppa del Mondo di Cottbus. Viene selezionata per rappresentare la Cina alle Olimpiadi di Parigi insieme a Luo Huan, Ou Yushan, Qiu Qiyuan e Zhang Yihan. Nella fase di qualificazione Zhou raggiunge il primo posto per la finale della trave con 14.866 punti, anche grazie ad un esercizio che includeva un livello di difficoltà di 6.600, il più alto tra tutti i concorrenti, mentre la squadra si posiziona al terzo posto dietro Stati Uniti e Italia. Nella finale a squadre Zhou cade dalla trave due volte e la squadra cinese arriva sesta. Nella finale della trave, nonostante afferri l'attrezzo per non cadere durante un salto laterale e subisca una detrazione di 0.500, riesce comunque a ottenere un punteggio di 14.100 grazie alla difficoltà del suo esercizio e a vincere la medaglia d'argento, piazzandosi dietro l'italiana Alice D'Amato.
L'immagine di Zhou Yaqin diventa virale per quanto accade subito dopo la premiazione olimpica della gara alla trave. Salita sul podio per la foto di rito, rimane stupita vedendo le italiane Alice D'Amato e Manila Esposito, rispettivamente medaglia d'oro e di bronzo, mordere le loro medaglie, dimostrando poca dimestichezza con questa tradizione olimpica. Immediatamente però le imita, limitandosi a portare alla bocca la medaglia senza morderla. Zhou dichiara poi che «Lo stavano facendo loro, sarebbe stato un peccato se non l'avessi fatto anche io.» L'immagine suscita simpatia e tenerezza e la rende molto popolare, ancor più quando si viene a sapere che, tornata a casa qualche giorno dopo, viene subito messa a servire ai tavoli del ristorante di famiglia.